# The Anger Mangement Tour
Den indledende Anger Management Tour blev grundlagt og startede i efteråret 2000 af Limp Bizkit, Papa Roach, og efter udgivelsen af The Marshall Mathers LP udgivet af Eminem. Den første "Anger Management" udflugt, henvendte sig oprindeligt både til rap og rock-fans og fandt sted i 2000. Den havde to forskellige dele.
Den anden tur foregik i sommeren 2002. Eminem fortalte LAUNCH: "It's basically the same thing that it was the last Anger Management Tour without Limp Bizkit...Papa Roach are still cool though." 
Den tredje tur fandt sted i sommeren 2005. 50 Cent gik glip af den turs to første stop på grund af en planlægnings-konflikt, han var bundet til, hvor han skulle skyde sin filmdebut. Ludacris udfyldte hans plads på disse datoer. Den europæiske del af turnéen blev afbrudt på grund af afbuddet af turens grundlægger Eminem og hans afhængighed af sovepiller.

## Sporliste
1. Square Dance
2. Business
3. White America
4. Kill You
5. When The Music Stops (med D12)
6. Pimp Like Me (med D12)
7. Fight Music (med D12)
8. Purple Pills (med D12)
9. Stan
10. The Way I Am
11. Soldier
12. Cleanin' Out My Closet
13. Forgot About Dre
14. Drips (med Obie Trice)
15. Superman (med Dina Rae)
16. Drug Ballad (med Dina Rae)
17. Just Don't Give A Fuck
18. Sing For The Moment
19. Without Me
20. My Dad's Gone Crazy